# Вероніка Форке
Вероніка Форке (ісп. Veronica Forque; 1 грудня 1955, Мадрид, Іспанська держава — 13 грудня 2021) — іспанська акторка театру і кіно.

## Вибіркова фільмографія
- 1984 — Що я зробив, щоб заслужити це?[en]
- 1986 — Матадор
- 1986 — Рік просвітництва[en]
- 1987 — Веселе життя
- 1989 — Спуститися за покупками[en]
- 1993 — Чому вони називають це коханням, маючи на увазі секс?[en]
- 1993 — Кіка
- 2001 — Без сорому[en]
- 2004 — Королеви[en]
- 2017 — Ток Ток[en]